# Racovitzia glacialis
Racovitzia glacialis är en fiskart som beskrevs av Dollo, 1900. Racovitzia glacialis ingår i släktet Racovitzia och familjen Bathydraconidae. IUCN kategoriserar arten globalt som livskraftig. Inga underarter finns listade i Catalogue of Life.